# Daniel Presley
Daniel Presley é um produtor musical estadunidense. Já trabalhou em álbuns de artistas com: The Sheer, Tarja Turunen, Cradle Of Filth, Faith No More entre outros, além de ajudar na produção da primeira demo da banda Black Rebel Motorcycle Club.

## Discografia (como produtor)
| - Tarja Turunen - My Winter Storm - Luke - Les Enfants de Saturne - Axel Bauer - Bad Cowboy - Cali - Menteur - Aston Villa - De Jour Comme de Nuit - Luke - La Tete em Arriere - Cali - L'Amour Parfait - Tape - Number One - The Sheer - The Keyword is Excitement - Boa Morte - Forthcoming Album - Venus - Beautiful Days (SINGLE) - Faith no More - Album of The Year - The Breeders - Last Splash - Luke - La Vie Presque - Spain - The Blue Moods Of Spain - The Breeders - Cannonball EP - Cradle Of Filth - Damnation And a Day (Arranjos orquestrais) - Playground - What's Your Game - Daisybox - Organic - Goldfrapp - "Strict Machine" (REMIX) Black Cherry - Jewel - 'You Make Loving Fun' Legacy - Dionysos - Haiku - Alpha Jet - Luxe Out - Kelly Willis - What I Deserve - Sincere - Darkside Escort Service - Imperial Teen - Seasick - The Bigger Lovers - How I Learned To Stop Worrying | - Boa Morte - Soon It Will Come Time To Face The World Outside - Tara Maclean - If You See me EP - Tara Maclean - Silence - The Call - To heaven and Back - The Call - Greatest Hits - Statics - Ce Soir Je Reve - Five Easy Pieces - Five Easy Pieces - Camus - "U-Who" - Julie Daniels - Julie Daniels - STIFFS INC., ELECTRIC CHAIR THEATER (AMERICAN) - Max Sharam - Álbum 2001 - Crown Heights - More Pricks Than Kicks - Moth Macabre - Moth Macabre - Verone - Alaska - Laura Satterfield - Straight Cream - Carlos - Bigger Teeth - Ginger - Suddenly I Came To My Senses - Knobs - Guilt - Chimera - Álbum 2001 - Sister Double Happiness - Horsey Water - France Cartigny - France Cartigny - Jewel - The Star Spangled Banner - 10-Speed - 10-Speed - Lyme - Lyme - Gordon Peterson - Listen - Renford Rejects - '98 & '99 Seasons |